# Aetion (schilder)
Aetion (Oudgrieks Ἀετίων) was een oud-Griekse schilder uit de tweede helft van de 4e eeuw v.Chr..

Hij schilderde in 328 v.Chr. de Bruiloft van Alexander en Roxane (ons beschreven in een ekphrasis door Lucianus), waarin voor het eerst Cupido's werden geschilderd. Dit zou zijn stempel drukken op het vroege hellenisme.

Dit werk werd voorgesteld op de Olympische Spelen. Een van de juryleden van de Olympische Spelen, Proxenidas, was zo onder de indruk van diens schilderkunst dat hij hem met zijn dochter liet huwen.

Hij lijkt te hebben uitgeblonken in de kunst van het mengen en leggen van zijn verf. Hoewel het over het algemeen wordt aangenomen dat hij in de tijd van Alexander de Grote leefde, blijkt uit de woorden van Lucianus (Herod. 4) dat hij geleefd moet hebben in de periode van Hadrianus en de Antonijnen.

Volgens Marcus Tullius Cicero zou hij samen met Nicomachus, Protogenes en Apelles, in tegenstelling tot hun voorgangers Polygnotus, Zeuxis en Timanthes, niet langer vier kleuren onderscheiden hebben om mee te schilderen (en te mengen). Volgens Plinius maior was ook Aetion samen met Nicomachus, Apelles en Melanthius onderworpen aan deze vierkleurenregel van wit, geel, rood en zwart, maar dit is zeer onwaarschijnlijk.

## Antieke bron
- Lucianus, De Merced. Cond. 42, Herod. of Aëtion, 4-, Imag. 7.
- Cicero, Brutus 70.
- Plinius, Naturalis historia XXXV 50.

## Verder lezen (verouderd)
- K.O. Müller, Arch. der Kunst., p. 240.
- Kugler, Kunstgeschichte, p. 320.

- Gemeinsame Normdatei: 139466177
- Union List of Artist Names: 500084186
- Virtual International Authority File: 96287812